# Центральный банк Бахрейна
Центральный банк Бахрейна (араб. مصرف البحرين المركزي‎, англ. Central Bank of Bahrain) — центральный банк Королевства Бахрейн, центральное звено и надзорный орган в банковской системе Бахрейна.

## История
В 1965 году создано Валютное управление Бахрейна. В 1973 году создано государственное Агентство денежного обращения Бахрейна (Bahrain Monetary Agency), которому были переданы функции Валютного управления.
7 сентября 2006 года учреждён Центральный банк Бахрейна.